# Griselda Blanco
Griselda Blanco Restrepo (Cartagena das Índias, 15 de fevereiro de 1943 – Medellín, 3 de setembro de 2012) foi uma narcotraficante colombiana e pioneira do crime organizado, considerada como a madrinha do Cartel de Medellín durante as décadas de 1970 e 1980. Estima-se que Griselda tenha sido a madante do assassinato de 200 indivíduos durante o transporte de cocaína da Colômbia para Nova York.

## Biografia

### Início da vida
Muitas informações sobre Blanco são desconhecidas e muitas vezes, incertas. Ela nasceu em Cartagena das Índias, na Colômbia. Com apenas três anos, sua mãe, Ana Lucía Restrepo, decidiu mudar-se com ela para Medellín. Ao chegar lá, ela adotou um estilo de vida criminoso. O antigo amor de Blanco, Charles Cosby, contou que ela, aos 11 anos, sequestrou, tentou pedir um resgate e acabou por alvejar uma criança de um bairro sofisticado próximo do seu. Ainda antes de completar 13 anos de idade, ingressou no mundo do crime, tendo estado envolvida no furto de carteiras e na prostituição .  Pouco tempo depois, ela descobriu que o seu futuro padrasto estava planejando violá-la e, para escapar do abuso sexual, decidiu mudar de casa, viajando para Medellín, na Colômbia, onde ficou até aos 20 anos de idade.

### Narcotráfico
Foi Griselda quem idealizou as primeiras rotas de tráfico via Miami, que depois seriam as vias mais usadas pelos cartéis de droga colombianos. Ela tinha uma loja de roupas íntimas, que usava como disfarce. Inventou, por exemplo, uma lingerie com bolsos escondidos para transportar drogas.
Em meados dos ano 70, ela imigrou ilegalmente para os Estados Unidos com passaportes falsos e assentou em Queens, Nova Iorque. Ela estabeleceu um negócio de cocaína significativo ali e em abril de 1975, ela foi indiciada com acusações federais de conspiração de droga junto com 30 dos seus subordinados. Ela fugiu para a Colômbia antes de poder ser presa, mas voltou aos Estados Unidos e assentou em Miami no fim dos anos 80.
O seu retorno coincidiu mais ou menos com o começo de conflitos violentos muito públicos que envolveram centenas de homicídios e mortes anuais que eram associadas com a grande "epidemia" de crimes que assolou Miami nos anos 80. A luta da polícia para pôr fim à afluência de cocaína em Miami levou à criação da CENTAC 26 (Unidade Tática Central), um operação conjunta entre o Miami-Dade Police Department e a operação antidroga da Drug Enforcement Administration (DEA).
Blanco também esteve envolvida na violência relacionada com droga conhecida como a Guerra de Droga de Miami ou as Guerras de Cowboy de Droga que atormentaram Miami no fim dos anos 70 e início dos anos 80. Isto foi numa altura em que a cocaína era mais traficada que a cannabis.
Com seu segundo marido, ela viu os negócios expandirem. Nessa época nasceu seu quarto filho, a quem batizou de Michael Corleone por causa do filme O Poderoso Chefão. Foi nessa época que conquistou sua reputação de mulher implacável, disposta a ordenar assassinatos. Estima-se que ela enviava mensalmente aos Estados Unidos mais de uma tonelada de cocaína por mar e terra, chegando a faturar mensalmente US$ 80 milhões e a possuir um império de US$ 2 bilhões, o que a tornou uma das mulheres mais ricas da época.
Griselda herdou o trono do Cartel de Medellín, após a morte de Pablo Escobar. É considerada a responsável por 250 assassinatos na Colômbia.

### Detenção
A 17 de fevereiro de 1985, Blanco foi presa na sua casa em Irvine, Califórnia pela DEA e acusada com conspirar a manufatura, importação e distribuição de cocaína. O caso foi a julgamento em um tribunal federal de Nova York, onde ela foi considerada culpada e condenada a 15 anos de prisão.
Enquanto servia a sua sentença, ela foi acusada com três acusações de homicídio em primeiro grau pelo estado da Florida. A acusação fez um negócio com um dos assassinos mais confiado de Blanco, Jorge Ayala, que concordou em depor contra ela. No entanto, o caso colapsou devido a tecnicalidades relacionadas a um escândalo de telessexo entre Ayala e duas secretárias que trabalhavam no gabinete do advogado do estado. Blanco declarou-se como culpada em 1998 e foi sentenciada a 20 anos na prisão. Em 2002, Blanco sofreu um ataque cardíaco na prisão.
Em 2004, ela foi libertada e deportada para Medellín. Antes do seu homicídio, em 2012, ela foi vista pela última vez em maio de 2007, no Aeroporto Internacional El Dorado.

## Morte
No dia 3 de setembro de 2012, Griselda foi a um açougue no bairro Belén, em Medellín. Durante trinta minutos, ela ficou escolhendo a carne que levaria para a semana. O açougueiro estava terminando de despachar o pedido da mulher, quando de repente se ouviram dois tiros. Blanco, deitada no chão, foi atacada por dois homens armados desconhecidos que atiraram na cabeça dela e fugiram às pressas em uma motocicleta. A Rainha da Coca morreu aos 69 anos e estava acompanhada da nora, que saiu ilesa do atentado.
"É uma surpresa que não tenha sido assassinada antes, pois fez muitos inimigos", disse à época Nelson Andreu, ex-detetive do departamento de homicídios de Miami, ao jornal Miami Herald. "Quando se mata tanta gente, como ela fez, é questão de tempo até que alguém te encontre e acerte as contas."

## Vida pessoal
Casou-se com José Trujillo, seu primeiro esposo, um criminoso que falsificava passaportes e ganhava dinheiro com o tráfico de pessoas, entre outras coisas. Antes de morrer, ele deixou a mulher em contato com o mundo do crime de Nova York. Com  ele teve três filhos, chamados Uber, Osvaldo e Dixon.
Blanco teve o seu filho mais novo, Michael Corlene Blanco, com o seu terceiro marido, Darío Sepúlveda. O seu marido deixou-a em 1983, voltou para a Colômbia e raptou Michael quando ele e Blanco discordaram sobre quem ficaria com a custódia. Blanco pagou para assassinar Sepúlveda na Colômbia e o seu filho voltou para ela em Miami.
Segundo o Miami New Times, "o pai e irmãos mais velhos de Michael foram todos mortos antes de ele chegar à idade adulta. A sua mãe esteve na prisão durante a maioria da sua infância e adolescência, e ele foi criado pela avó materna e guardiões legais." Em 2012, Michael ficou em prisão domiciliar depois uma detenção em maio por duas acusações de tráfico de droga e conspiração para traficar cocaína. Ele apareceu num episódio de 2018 da série documental da Investigation Discovery, Vivendo com o Inimigo, para falar sobre sua infância solitária. Em 2019, ele apareceu na série documental Cartel Crew, que segue os descendentes de barões da droga. Ele também tem uma marca de roupa, "Puro Blanco".
Segundo Michael, a sua mãe tinha se tornado cristã renascida.
Ela se casou três vezes e foi acusada de mandar matar o segundo marido e de assassinar ela mesma o terceiro, após descobrir que ele a estava roubando. Ganhou então o apelido de Viúva Negra.
Não se sabe o que aconteceu com os três filhos de Blanco, mas segundo o site DMT, os três foram presos e condenados a prisão por 10 anos cada um, mas um documento do Departamento de Justiça dos EUA sobre o traficante Rayful Edmond III, Osvaldo foi preso na mesma penitenciária de Edmond e lá dentro os dois haviam feito negócios de drogas, e mais tarde, os três foram soltos juntos em 1992, com o documento afirmando que Osvaldo foi assassinado em outubro do mesmo ano. Já Uber teria sido morto em um negócio de drogas e Dixon teria deixado os Estados Unidos após a morte do irmão e de acordo com alguns relatos, ter se juntado a FARC, morando na Colômbia quando sua mãe foi assassinada em 2012, doente ou até preso nos EUA. Porém, nenhum dos relatos foram confirmados. O Miami New Times afirmou em 2008 que todos os irmãos mais velhos de Michael Corleone estavam mortos, versão confirmada mais tarde por ele mesmo.

## Série na Netflix
Em 25 de janeiro de 2024, estreiou a série Griselda, que mostra a vida de Blanco durante 1978 e 1981, desde a vinda para Miami, seu auge no narcotráfico e sua queda, misturando ficção e realidade. Entretanto, Michael Corleone, filho de Griselda, processou a Netflix e a atriz Sofía Vergara (atriz que interpreta Griselda Blanco e uma das produtoras da série), alegando que eles usaram a imagem da mãe sem a devida autorização. 